# Šišman I.
Šišman I. Vidinski (bolgarsko Шишман I, Šišman I) je bil bolgarski plemič (bojar) in v poznem 13. in zgodnjem 14. stoletju vladar skoraj neodvisnega kraljestva s središčem v vidinski trdnjavi Baba Vida na Donavi, * ni znano, † pred 1308 ali 1314.
Od bolgarskega carja Jurija I. Teterja je dobil naslov despot. Po poreklu je bil  Kuman. Vidinski gospod je postal v 1270. letih.
Leta 1291 je prišel pod oblast tatarske Zlate horde in naslednje leto neuspešno napadel sosednjo Srbijo. Srbi so v protinapadu osvojili Vidin, Šišman pa je, morda s tatarsko pomočjo, ponovno zavladal v Vidinu, tokrat kot srbski vazal. Tudi kot vazal je bil skoraj neodvisen vladar. Njegov sin je kot Mihael III. Šišman Asen  leta 1323 nasledil bolgarski prestol in postal prednik zadnje bolgarske vladarske dinastije, dinastije Šišman. 

## Bolgarski despot in tatarski vazal
Šišmanova mladost in vzpon na oblast sta slabo dokumentirana. Bil je Kuman, verjetno potomec Kumanov, ki so se naselili v Bolgariji po letu 1241, ko so morali zaradi etničnih sporov z Ogri zapustiti Ogrsko kraljestvo. Šišmanova prva žena je bila neimenovana hčerka Ane-Teodore in sebastokratorja Petra. Po materini strani je bila vnukinja carja Ivana Asena II. (vladal 1218–1241) iz dinastije Asen. V primarnih virih je Šišman omenjen kot knez, kralj ali celo car Bolgarije, čeprav je bil njegov edini uradni naslov "despot".
Po zgodovinarju Johnu V.A. Fineu je Šišman vzpostavil svojo oblast v vidinski regiji že v 1270. letih po smrti prejšnjega gospoda Jakoba Svetoslava. Na položaj vidinskega despota je bil povzdignjen morda kmalu potem, ko je na bolgarski prestol leta 1280 prišel Kuman Jurij I. Terter (vladal 1280–1292). Šišman je bil njegov bližnji sorodnik ali celo brat.
Srbski nadškof Danilo omenja, da je Šišmanovo ozemlje obsegalo "večino bolgarskega ozemlja" in "sosednjih dežel". Njegovo ozemlje je bilo v tistem času resnično največja samostojna provinca Bolgarije.  Bolgarski zgodovinar Jordan Andreev ocenjuje, da se je njegovo ozemlje raztezalo od Železnih vrat na Donavi na zahodu do mest Lom in Vraca na vzhodu. Vladal je tudi na ozemlju severno od Donave v zahodni Vlaški (Oltenija).
Leta 1285 je pritisk Tatarov s severovzhoda prisilil Drugo bolgarsko cesarstvo v politično odvisnost od Nogaj kana, vladarja Zlate horde. V tem času je bilo Šišmanovo kraljestvo s središčem v Vidinu skoraj neodvisno od bolgarskih carjev v Velikem Trnovem. Ostalo je dokaj lojalno bolgarskim carjem in vzdrževalo prijateljske odnose s Srbijo.  Leta 1291 je bil tudi Šišman prisiljen priznati Nogajevo nadoblast, da bi se lahko uprl vedno večjim srbskim pritiskom z zahoda. Tega leta je združena vojska ogrskega vazala Štefana Dragutina in njegovega brata, srbskega kralja Štefana Milutina (vladal 1280–1321), uspela odstaviti kumansko-bolgarska plemiča in Šišmanova zaveznika Drmana in Kudelina, ki sta vladala v Braničevem. Šišmanu ni uspelo odbiti srbske vojske in je bil prisiljen sprejeti srbsko suverenost.

## Pohod proti Srbiji in srbsko vazalstvo
Šišman je leta 1292  na Nogajevo spodbudo organiziral velik pohod proti Srbiji.  S podporo tatarskih najemnikov je prodrl globoko na srbsko ozemlje vse do Hvosna na Kosovu. Po neuspešnem poskusu osvojitve trdnjave Ždrilo pri Peči je njegova vojska požgala samostan Žiča in se brez osvojenega srbskega ozemlja vrnila v Vidin. Milutinov protinapad je bil več kot uspešen. Prodrl je do Vidina in po kratkem obleganju osvojil Šišmanovo prestolnico. Šišmanu je uspelo pobegniti preko Donave na tatarsko ozemlje.
Milutin Šišmanovega  ozemlja ni priključil k svojemu, ampak je s Šišmanom sklenil zavezništvo in ga imenoval za despota. Zvezo je potrdil s Šišmanovo poroko s hčerko srbskega mogotca Dragoša. Sledila je poroka Šišmanovega sina in kasnejšega bolgarskega carja Mihaela Šišmana z Milutinovo hčerko Ano Nedo. Resnici na ljubo je treba povedati, da je Šišmanovo vrnitev na oblast in dinastični poroki diktiral Nogaj in da je tudi Milutin prišel pod tatarsko nadoblast. Da bi Milutin preprečil napad Tatarov, je moral za talca na Nogajev dvor poslati svojega sina Štefana Dečanskega.
Šišman je kljub temu, da je bilo njegovo kraljestvo neznano dolgo uradno srbska vazalna država, vladal skoraj neodvisno od srbskega kralja. Vzdrževal je dobre odnose z Bolgarijo in politično sodeloval predvsem z njo. Dobre odnose je vzdrževal tudi z Nogajem in njegovimi nasledniki. Leta 1301-1302 je dal politično zatočišče več Nogajevim sorodnikom, vključno z njegovim vnukom Kara Kesekom, ki je pribežal v Vidin s 3.000 konjeniki in ostal tam še po letu 1325.  Tatarski plemiči so bežali pred Tokta kanom, ki je leta 1299-1300 porazil in usmrtil Nogaja. Po Nogajevi smrti naj bi se srbski vpliv v Vidinu okrepil.
Šišman je umrl na začetku 14. stoletja pred letom 1308 ali 1313. Kot vidinskega despota ga je nasledil sin Mihael, ki je bil leta 1323 izvoljen za bolgarskega carja, ker je car Jurij II. Terter (vladal 1321–1322) umrl brez naslednika. Šišman je imel tudi sina Belaurja, vidinskega despota, in Keraco Petrico, mater bolgarskega carja Ivana Aleksandra (vladal 1331–1371).
Bolgarski zgodovinar Božilov je vse Šišmanove znane otroke vštel v Asenovo dinastijo, kar kaže, da so bili otroci Šišmanove prve žene, hčerke Ane Teodore. Sicer pa se vsi njegovi potomci štejejo za člane Šišmanove dinastije, ki je vladala v Drugem bolgarskem cesarstvu od leta 1323 do osmanske okupacije na prelomu 15. stoletja.